# Moto Hagio
Moto Hagio (萩尾望都?, Hagio Moto; Ōmuta, 12 maggio 1949) è una fumettista giapponese.

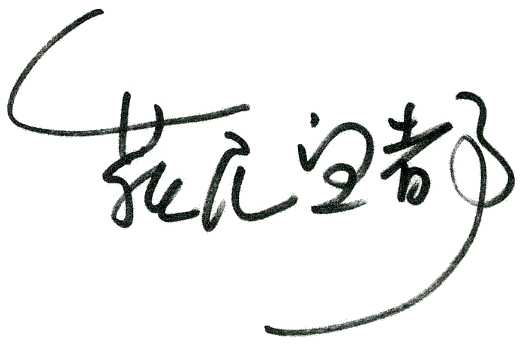
Firma della mangaka

È considerata una fondatrice del moderno manga shōjo, e fa parte del Gruppo 24, gruppo di artiste nate nell'anno 24 del Periodo Shōwa che rivoluzionerà la concezione del manga shōjo. È descritta come "la più amata mangaka di shōjo della storia".

## Carriera letteraria
Moto Hagio ha fatto il suo debutto nel 1969, all'età di 20 anni, con Lulu to Mimi (Lulu e Mimi) per l'antologia Nakayoshi. L'editore Kōdansha era però alla ricerca di storie "allegre e vivaci", così rifiutarono altre sue storie di per via dei temi, ritenuti troppo cupi, dei racconti dell'autrice. Il suo primo racconto fu però notato dalla casa editrice Shogakukan e fu presentata all'editore Junya Yamamoto, che accettò tutti i suoi lavori rifiutati da Kodansha. Nasce quindi una collaborazione con Shogakukan, per la quale la mangaka produrrà molte storie brevi.
Due anni dopo il suo debutto, pubblicò Juichigatsu no Gimunajiumu, breve storia che racconta la storia d'amore tra due ragazzi, studenti in un collegio. Quest'opera entrerà a far parte di un più largo movimento di autrici di manga che porterà alla creazione del genere yaoi, storie indirizzate alle ragazze e che parlano di amori tra giovani omosessuali. Nel 1974, sviluppò maggiormente questa storia e diede vita al più lungo, Il cuore di Thomas. Vinse il Premio Shogakukan per i manga nel 1976, grazie al suo classico Siamo in 11! e al racconto epico Poe no Ichizoku (La famiglia Poe). A metà degli anni ottanta, lavorò al suo primo manga lungo, Marginal, che conta 5 volumi. Lavora poi ad Iguana Girl, nel 1991, che è il suo primo manga ambientato nel Giappone contemporaneo. Ha avuto un ruolo del film del 2008 Domomata no Shi (La morte di Domomata). Nel 2011, è stata invitata a tenere delle lezioni dall'università di arte e disegno Joshibi. È anche amica e collega di Riyoko Ikeda.

## Vita privata
Hagio è una appassionata di fantascienza e afferma di essere stata influenzata moltissimo da Isaac Asimov, Arthur C. Clarke e Robert Heinlein. Ha inoltre adattato molti racconti di Ray Bradbury nei suoi manga.

## Opere
Elenco parziale delle opere della Hagio. Vi sono escluse le storie autoconclusive, le illustrazioni e materiale simile. I titoli sono qui indicati in prima edizione in formato tankōbon. Le edizioni italiane possono presentare delle variazioni nel numero complessivo di volumi (esempio: Il Clan dei Poe 5 tankōbon in Giappone/2 volumi in Italia).
| Titolo                                                                                | Data di pubblicazione | Volumi |
| ------------------------------------------------------------------------------------- | --------------------- | ------ |
| Cake Cake Cake (ケーキ ケーキ ケーキ?)                                                | 1969                  | 1      |
| Ruru to Mimi (ルルとミミ?)                                                            | 1970                  | 1      |
| Bianka (ビアンカ?)                                                                    | 1970                  | 1      |
| Seirei kari (精霊狩り?)                                                               | 1971                  | 1      |
| 10 gatsu no Shoujotachi (10月の少女たち?)                                             | 1971                  | 1      |
| 11-gatsu no Gymnasium (11月のギムナジウム?)                                           | 1971                  | 1      |
| Tō no Aru Ie (塔のある家?)                                                            | 1971                  | 1      |
| Sēra hiru no Seiya (セーラ・ヒルの聖夜?)                                              | 1971                  | 1      |
| 3 tsuki usagi ga shūdan de (3月ウサギが集団で?)                                       | 1972                  | 1      |
| Il clan dei Poe (ポーの一族?)                                                         | 1972-1976             | 5      |
| Tottemo Shiwase Moto-chan (とってもしあわせモトちゃん?)                               | 1972                  | 1      |
| Il cuore di Thomas (トーマの心臓?, Thomas no shinzō)                                  | 1974-1975             | 3      |
| Siamo in 11! (11人いる?, Jūichinin Iru!)                                              | 1975                  | 1      |
| Kono Musume Urimasu! (この娘うります!?)                                               | 1975                  | 1      |
| Aka tu ke no Itoko (赤ッ毛のいとこ?)                                                  | 1975                  | 1      |
| Alois (アロイス?)                                                                     | 1975                  | 1      |
| American Pie (アメリカン・パイ?)                                                      | 1976                  | 1      |
| Zoku 11-nin Iru! Higashi no Chihei, Nishi no Towa (続・11人いる! 東の地平・西の永遠?) | 1976                  | 1      |
| Hyakuoku no Hiru to Senoku no Yoru (百億の昼と千億の夜?)                              | 1977-1978             | 2      |
| U wa Uchuusen no U (ウは宇宙船のウ?)                                                  | 1978                  | 1      |
| Star Red (スター・レッド?)                                                            | 1978-1980             | 3      |
| Golden Lilac (ゴールデン・ライラック?)                                                | 1978                  | 1      |
| Osorubeki Kodomotachi (恐るべき子どもたち?)                                           | 1980                  | 1      |
| Gin no Sankaku (銀の三角?)                                                            | 1980                  | 1      |
| Houmonsha (訪問者?)                                                                   | 1981                  | 1      |
| Mesh (メッシュ?)                                                                      | 1981-1984             | 7      |
| A, A Prime (?)                                                                        | 1981                  | 1      |
| Mozaiku Rasen (モザイク・ラセン?)                                                     | 1982                  | 1      |
| Marginal (マージナル?)                                                                | 1985-1987             | 5      |
| Kanzen Hanzai (完全犯罪?)                                                             | 1988                  | 1      |
| Flower Festival (フラワーフェスチバル?)                                               | 1988-1989             | 2      |
| Aoi Tori (ブルーバード?)                                                              | 1989                  | 1      |
| Umi no Aria (うみのアリア?)                                                           | 1989                  | 1      |
| Rome e no Michi (ローマへの道?)                                                       | 1990                  | 1      |
| Kansha Shirazaku no Otoko (少年李維的煩惱?)                                           | 1991                  | 1      |
| A Cruel God Reigns (残酷な神が支配する?, Zankoku na kami ga shihai suru)              | 1992-2001             | 17     |
| Abunai Oka no Ie (あぶない丘の家?)                                                    | 1992                  | 3      |
| Iguana no Musume (蜥蜴女孩?)                                                          | 1994                  | 1      |
| Barbara (バルバラ異界?)                                                               | 2002                  | 4      |
| Kingin Sagan (金銀砂岸?)                                                              | 2006                  | 1      |
| Anywhere But Here (?)                                                                 | 2006                  | 3      |
| Abunazaka Hotel (あぶな坂HOTEL?)                                                      | 2006                  | 1      |
| Reo-kun (レオくん?)                                                                   | 2007                  | 1      |
| Yumemiru Beads Monogatari (夢見るビーズ物語?)                                         | 2009                  | 1      |
| Hishikawa-san to Neko (萩尾望都・田中アコ短編集 ゲバラシリーズ 菱川さんと猫?)         | 2009                  | 1      |
| A Drunken Dream (?)                                                                   | 2010                  | 1      |
| Suki desu, Kono Shoujo Manga. (好きです、この少女まんが。?)                           | 2011                  | 5      |
| Nano hana: Hagio Moto Sakuhinshū (なのはな: 萩尾望都作品集?)                          | 2011                  | 1      |
| Ouhi Margot (王王妃マルゴ?, -La Reine Margot-)                                        | 2013-2019             | 8      |
| Hagio Moto Ai no hōseki - (萩尾望都-愛の宝石-?)                                       | 2012                  | 1      |
| Away (AWAY-アウェイ-?)                                                                | 2014-2015             | 2      |
| Poe no Ichizoku: Haru no yume (ポーの一族～春の夢?)                                   | 2016                  | 1      |
| Poe no Ichizoku: Unicorn (ポーの一族 ユニコーン?)                                     | 2018                  | 1      |
| Poe no Ichizoku: Himitsu no Hanazono (ポーの一族 秘密の花園?)                         | 2019-2021             | 2      |